# 岡沢憲芙
岡沢 憲芙（おかざわ のりお、1944年7月12日 - 2024年11月9日）は、日本の政治学者。早稲田大学名誉教授。早稲田大学「日欧研究機構」機構長、早稲田大学社会科学部・社会科学総合学術院教授、北ヨーロッパ学会会長を歴任。
専攻は、比較政治学、リーダーシップ論。北ヨーロッパ地域研究。特に、「少子高齢社会への適応」研究に早くから取り組み、スウェーデンやノルウェー、フィンランド、デンマークといった北欧諸国の政治・社会制度研究の第一人者として知られる。

## 略歴
上海生まれ。1963年大阪府立北野高等学校卒業、1967年早稲田大学政治経済学部政治学科卒業、1972年大学院政治学研究科博士課程単位取得退学。同年早稲田大学社会科学部助手。1974年同専任講師、1976年同助教授、1981年同教授。1983年ストックホルム大学政治学部客員研究員。2015年定年退職、早稲田大学社会科学部・社会科学総合学術院名誉教授。
日本比較政治学会理事、早稲田大学社会科学部長、早稲田大学図書館長、早稲田大学出版部長、早稲田大学理事、早稲田大学副総長(国際化推進担当・常任理事)、早稲田大学ヨーロッパセンター長(ドイツ・ボン)、北ヨーロッパ学会会長、早稲田大学「北欧研究所」所長、早稲田大学「日欧研究機構」機構長などを歴任した。
NHK教育テレビ 高校講座『地理』（NHK教育セミナー『世界くらしの旅』）の講師として、スウェーデンを中心に北欧地域の政治と社会の講義を担当していた。
2024年11月9日、老衰のため死去。80歳没。

## 研究活動

### 政党システム研究
政党システム研究の分野において大きな革新をもたらしたジョヴァンニ・サルトーリの分析枠組みを日本へ紹介したことで知られる。
全20巻から成る『シリーズ 現代政治学叢書 （東京大学出版会）』では、専門である「政党」の巻を担当した。なお、「現代政治学叢書」は、2012年より順次、電子書籍版がリリースされており、「政党」の巻もオンデマンド版での入手が出来る。
また、日本における代表的な政治学の事典である弘文堂 『政治学事典』の編者を猪口孝、大澤真幸、山本吉宣、スティーブン・R・リードの各氏と共に務める。
こうした政治学・政党システム研究とともに、北欧（北ヨーロッパ）地域研究の第一人者でもある。学生時代の1960年代半ば、21歳の時にヨーロッパを鉄道旅行した折、初めて訪れたスウェーデンの魅力に惹かれたことが契機となり、以来、半世紀にわたり 「資源に乏しく、人口規模の小さい『極北の小国』が、長期にわたる平和と繁栄を享受するのみならず、『ノーベル賞』に代表される世界への影響力と、その基盤となる『国家ブランド力』を維持し続けているのは、なぜなのか」 との問いに対し、自身の専門である政治学からの分析に加え、学際的なアプローチによる研究を続けている。
学生には「地球儀」をつねに身近に置くこと、ゼミ生には留学の手配や、TOEFL受験など語学の重要性を語り、学生時代に視野を拡げ、広く世界に目を向けることの大切さを説いている。

### 北欧研究
近年、「国際競争力」、「国家ブランド力」、国際的な「学力調査」、「住みやすさ」といった各種ランキングの場面で、北欧諸国の名前を目にすることが多く、高齢化が進む「小国」でありながら、世界において「独自の存在感」を示している。こうした北欧諸国の強さの背景にあるのは、『長期的視点での国家建設』という発想であり、同時に、硬直的な計画とは異なる「柔軟性」と、「分権的」性格を具えた政治・経済・社会の仕組みであるという。
こうした北欧諸国の政治・社会システムを基礎づける、多様な価値観の下での『合意形成のメカニズム』を、専門の政治学の立場から分析。国内外の急速な「環境変化」に柔軟、かつ迅速に対応する「社会システム」が、どのような過程を経て築き上げられてきたのか、その政治学的解明を行う。
さらに、こうした北欧諸国の強さの淵源を探るため、政治学からの分析に加え、また「福祉国家」という一面的な理解を超え、「経済・産業」と、「福祉・社会制度」、言い換えれば「福祉こそが経済成長を支える基盤」であり、同時に「経済成長こそが福祉を支える」という、「福祉国家」と「安定した経済成長」の密接不可分な関係、くわえて、国民の積極的な「学び」への姿勢と、それを保障する「成人を含めた国民皆が学び続けられる」生涯学習の役割を重視する重層的・学際的北欧理解を目指している。また、スウェーデン、ノルウェー、フィンランドといった北欧諸国について、こうした多角的な理解を手助けする著作についても数多く手掛けている。

## 学外活動

### 審議会委員歴
- 経済企画庁（現：内閣府） 『第13次 国民生活審議会 総合政策部会 基本政策委員会』委員[4][6]
- 経済企画庁（現：内閣府） 『第14次 国民生活審議会 総合政策部会 起草委員会』委員[4][7]
- 厚生省『人口問題審議会』委員[4]
- 内閣府『男女共同参画審議会』委員[4]

### 審議会委員の活動
学部長職と並行して、『第13次 国民生活審議会 ― 総合政策部会 基本政策委員会』委員を、第14次 国民生活審議会では、木村尚三郎、竹内啓、島田晴雄、今田高俊、清家篤の各氏とともに、『国民生活審議会 ― 総合政策部会 起草委員会』委員を務めた。

### 学外での委員
- 新しい日本をつくる国民会議（21世紀臨調）運営委員（2003年）[4]。
- 公益財団法人日本生産性本部 幹事（2010年）[4]。
- 独立行政法人大学評価・学位授与機構 運営委員（2010年 - 2014年）[4]。

### 参考人出席
参考人として、男女共生時代、急速な少子高齢化への対応をめぐり、北欧・スウェーデンの例もまじえて意見陳述を行った。
- 第146回国会、『国民生活・経済に関する調査会』
- 第147回国会、『共生社会に関する調査会』
- 第169回国会、『国民生活・経済に関する調査会』

## 受賞歴・叙勲歴
- 1989年、第5回 「総合研究開発機構(NIRA)・政策研究 東畑記念賞」を受賞[2]。
- 1992年、スウェーデン国王より「北極星勲章」受章[2]。
- 1997年、スウェーデン国王より「ポジティブ・スヴェリエ」賞を受賞[2]。
- 2009年、北欧の政治・社会問題研究の第一人者として、ノルウェー王国より「ノルウェー王国功労勲章（英語版）」を授与される （叙勲式には、早稲田大学公共経営研究科での教え子でもある小渕優子少子化・男女共同参画担当大臣(当時)が駆けつけた）。[3]
- 2012年、日本政治法律学会より学会賞を受賞[8]。

## 教え子
- NHKアナウンサー（NHK解説委員室・解説委員）の刈屋富士雄アナウンサーは教え子で「岡澤憲芙ゼミ」の出身。
- 「政治」や「マスコミ」の道に進む教え子も多い。2012年12月時点で、衆議院・参議院あわせて、6名が現役の国会議員をつとめる。

## 著書

### 単著
- 『政党政治とリーダーシップ』（敬文堂, 1975年）
- 『スウェーデンは、いま ― フロンティア国家の実像』（早稲田大学出版部, 1987年）
- 『スウェーデン現代政治』（東京大学出版会, 1988年）
- 『政党 【現代政治学叢書 ― 13】 』（東京大学出版会, 1988）
- 『スウェーデンの挑戦』（岩波書店［岩波新書］, 1991年）
- 『スウェーデンはどうなる ― 女性・外国人・EC統合』（岩波書店 岩波ブックレット, 1993年）
- 『スウェーデンを検証する』（早稲田大学出版部, 1993年）
- 『生活大国へ ― 高齢化社会をどう豊かに生きるか』（丸善, 1993年）
- 『おんなたちのスウェーデン ― 機会均等社会の横顔』（日本放送出版協会, 1994年）NHKブックス
- 『連合政治とは何か ― 競合的協同の比較政治学』（日本放送出版協会, 1997年）NHKブックス
- 『ストックホルムストーリー ― 福祉社会の源流を求めて』（早稲田大学出版部, 2004年）
- 『スウェーデンの政治 ― 実験国家の合意形成型政治』（東京大学出版会, 2009年）
- 『政党 【現代政治学叢書 ― 13】 』《オンデマンド版》 （1988年刊の電子書籍化）（東京大学出版会, 2012）
- 『男女機会均等社会への挑戦ー【新版】おんなたちのスウェーデン』（彩流社、フィギュール彩23、2014年）

### 編著
- 『演習ノート政治学』 第4版 （法学書院, 2007年）
- 『演習ノート政治学』 第5版 （法学書院, 2011年）

### 共著
- （多田葉子）『エイジング・ソサエティ ― スウェーデンの経験』（早稲田大学出版部, 1998年）
- 『日経連講演集. 21 』 （日本経営者団体連盟広報部, 1995）
- 『北欧世界のことばと文化 (世界のことばと文化シリーズ)』 （成文堂, 2007）

### 共編著
- （堀江湛）『現代政治学』（法学書院, 1982年）
- （富田信男）『情報とデモクラシー』（学陽書房, 1983年）
- （飯坂良明）『政党とデモクラシー』（学陽書房, 1987年）
- （奥島孝康）『スウェーデンの政治 ― デモクラシーの実験室』（早稲田大学出版部, 1994年）
- （奥島孝康）『スウェーデンの経済 ― 福祉国家の政治経済学』（早稲田大学出版部, 1994年）
- （奥島孝康）『スウェーデンの社会 ― 平和・環境・人権の国際国家』（早稲田大学出版部, 1994年）
- （宮本太郎）『比較福祉国家論 ― 揺らぎとオルタナティブ』（法律文化社, 1997年）
- （宮本太郎）『スウェーデンハンドブック』（早稲田大学出版部, 1997年）
- （戸波江二）『在外選挙 ― 外国の制度と日本の課題』（インフォメディア・ジャパン, 1998年）
- （馬場康雄）『イタリアの経済 ― 「メイド・イン・イタリー」を生み出すもの』（早稲田大学出版部, 1999年）
- （馬場康雄）『イタリアの政治 ―「普通でない民主主義国」の終り？』（早稲田大学出版部, 1999年）
- （猪口孝・大澤真幸・山本吉宣・スティーブン・R・リード）『政治学事典』（弘文堂, 2000年）
- （久塚純一）『世界の福祉 ― その理念と具体化』（早稲田大学出版部, 2001年）
- （奥島孝康）『ノルウェーの政治 ― 独自路線の選択』（早稲田大学出版部, 2004年）
- （奥島孝康）『ノルウェーの経済 ― 石油産業と産業構造の変容』（早稲田大学出版部, 2004年）
- （久塚純一）『世界のNPO ― 人と人との新しいつながり』（早稲田大学出版部, 2006年）
- 『福祉ガバナンス宣言 ― 市場と国家を超えて』 （日本経済評論社, 2007年）
- （小渕優子）『少子化政策の新しい挑戦 ― 各国の取組みを通して 』（中央法規出版, 2010年）
- （斉藤弥生）『スウェーデン・モデル ―グローバリゼーション・揺らぎ・挑戦 』（彩流社, 2016年）

### 訳書
- G・A・アーモンド、S・ヴァーバ『現代市民の政治文化 ― 五カ国における政治的態度と民主主義』（勁草書房, 1974年）
- G・K・ロバーツ『比較政治学』（早稲田大学出版部, 1974年）
- G・K・ロバーツ『現代政治分析辞典』（早稲田大学出版部, 1976年）
- ローレンス・C・ドッド『連合政権考証 ― 政党政治の数量分析』（政治広報センター, 1977年）
- G・サルトーリ『現代政党学 ― 政党システム論の分析枠組み』（早稲田大学出版部, 1980年）
- オロフ・ペタション『北欧の政治 ― デンマーク・フィンランド・アイスランド・ノルウェー・スウェーデン』（早稲田大学出版部, 1998年）
- アグネ・グスタフソン『スウェーデンの地方自治』（早稲田大学出版部, 2000年）
- G・サルトーリ『比較政治学 ― 構造・動機・結果』（早稲田大学出版部, 2000年）
- スティーグ・ハデニウス『スウェーデン現代政治史 ― 対立とコンセンサスの20世紀』（早稲田大学出版部, 2000年）
- G・エスピン-アンデルセン『福祉資本主義の三つの世界 ― 比較福祉国家の理論と動態』（ミネルヴァ書房, 2001年）
- グンナー・カールソン『アイスランド小史』（早稲田大学出版部, 2002年）
- マルッティ・ハイキオ『フィンランド現代政治史』（早稲田大学出版部, 2003年）
- G・サルトーリ『現代政党学 ― 政党システム論の分析枠組み 普及版』（早稲田大学出版部, 2009年）